# Thiergarteni vízerőmű
A thiergarteni vízerőmű a forrástól számítva a harmadik dunai vízerőmű. Németországban, Baden-Württemberg tartományban, Sigmaringen járásban, Beuron község Thiergarten nevű részen található.
Helyén korábban a Fürstenberg-ház tulajdonában álló vaskohó és fémmegmunkáló üzem állt, a vízellátásását biztosító gáttal és felvízcsatornával. A komplexumot 1910-ben adták el a német hadseregnek. 1912-ben épült meg az erőmű. 
A létesítmény célja a kezdetektől napjainkig a hadsereg környék laktanyáinak és gyakorlótereinek ivóvízzel való ellátása, és az ehhez szükséges elektromos áram előállítása. Éves áramtermelése 1 GWh körül van, ezzel az ivóvízellátás mellett a laktanyák fogyasztásának 20 százalékát is fedezi. Fenntartója a Stetten am kalten Markti Bundeswehr-szolgáltatóközpont.

## Fordítás
- Ez a szócikk részben vagy egészben  a   Wasserkraftwerk Thiergarten című német Wikipédia-szócikk ezen változatának fordításán alapul.  Az eredeti cikk szerkesztőit annak laptörténete sorolja fel. Ez a jelzés csupán a megfogalmazás eredetét és a szerzői jogokat jelzi, nem szolgál a cikkben szereplő információk forrásmegjelöléseként.